# Delfí Suñer i Jou
Delfí Suñer i Jou (Castelló d'Empúries, Alt Empordà, 25 de febrer, 1910 – Cassà de la Selva, Gironès, 7 de gener, 1998), fou un músic i compositor.
Era fill de Pere Màrtir Suñer Cupons, ebenista, de Castelló d'Empúries, i de Maria Jou Rossell, de Vilanova de la Muga. El 1935 es va establir a Figueres, es va casar amb Mercè Sabadí Costart, de Castelló d'Empúries i, a partir del 1942, va residir a Cassà de la Selva.
De primer estudià música amb el castellonenc Josep Riera (1877-1962), i a partir del 1927 prengué classes, baixant un dia a la setmana a Barcelona, amb el contrabaixista Pere Valls i Duran, professor del Conservatori del Liceu. Suñer va destacar com a instrumentista de contrabaix i formà part de diverses formacions: "Els Rossinyolets" (anys 20), d'on en va ser membre fundador i director; "Els Rossinyols" (anys 30); de l'orquestra Mendoza de Figueres (1935-1943); de La Selvatana (1943-1976), formació de la qual va esdevenir un dels intèrprets més populars i, amb posterioritat, de La Principal de la Bisbal (1976-1978) i del grup d'havaneres "La Barretina" de Malgrat de Mar. Va compondre la sardana: A la Mercè, dedicada a la seva esposa i estrenada a Cassà de la Selva el 4 d'octubre de 1981.